# Gubernetes yetapa
Gubernetes yetapa е вид птица от семейство Tyrannidae, единствен представител на род Gubernetes.

## Разпространение
Видът е разпространен в Аржентина, Боливия, Бразилия и Парагвай.